# Serie A2 1998-1999 (pallamano maschile)
La Serie A2 1998-1999 è stata la 29ª edizione del torneo di secondo livello del campionato italiano di pallamano maschile.

Esso venne organizzato dalla Federazione Italiana Giuoco Handball.

La competizione è iniziata il 12 settembre 1998 e si è conclusa il 13 marzo 1999.

## Formula del torneo
- Fase regolare: furono disputati due gironi composti da 14 squadre ciascuno con la formula del girone unico all'italiana con partite di andata e ritorno.
- Promozioni: la prima squadra classificata di ciascun girone al termine del torneo fu promossa in serie A1 nella stagione successiva.
- Retrocessioni: le squadre classificate dall'11º al 14º posto al termine del torneo furono retrocesse in serie B nella stagione successiva.

## Girone A

### Squadre partecipanti
| Club              | Città                  | Palasport                | Sponsor      | Stagione 1997-1998                                         |
| ----------------- | ---------------------- | ------------------------ | ------------ | ---------------------------------------------------------- |
| Carpi             | Carpi (MO)             | Palestra Viale Peruzzi   |              | 8ª in Serie A2 - Girone A                                  |
| Cellini Padova    | Padova                 | PalaFabris               | Lofra Cucine | 3ª in Serie A2 - Girone A                                  |
| Imola             | Imola (BO)             | Pala Ruggi               |              | 9ª in Serie A2 - Girone A                                  |
| Rovereto          | Rovereto (TN)          | Pala Marchetti           |              | 10ª in Serie A2 - Girone A                                 |
| San Vito          | San Vito (PN)          | Palasport di San Vito    |              | 2ª in Serie B - Girone A                                   |
| Ambra             | Poggio a Caiano (PO)   | Pala Consiag             |              | 7ª in Serie A2 - Girone A                                  |
| Ascoli            | Ascoli Piceno          | Pala Galosi              | Autolelli    | 2ª in Serie B - Girone B                                   |
| Città Sant'Angelo | Città Sant'Angelo (PE) | Pala Castagna            |              | 6ª in Serie A2 - Girone A                                  |
| Mezzocorona       | Mezzocorona (TN)       | Palasport di Mezzocorona |              | 1ª in Serie B - Girone A                                   |
| Meran             | Merano (BZ)            | Centro Carlo Wolf        | Meranatura   | 14ª in Serie A1                                            |
| Bozen             | Bolzano                | Palestra Gasteiner       |              | 2ª in Serie A2 - Girone A                                  |
| Taufers           | Campo Tures (BZ)       | Sporthalle Industriezone | Neff         | 4ª in Serie A2 - Girone A                                  |
| Casalgrande       | Casalgrande (RE)       | Pala Keope               |              | 4ª in Serie B - Girone A (Sostituisce la Rimini Pallamano) |
| Tassina Rovigo    | Rovigo                 | Palasport di Rovigo      |              | 5ª in Serie A2 - Girone A                                  |

### Risultati
| 12-9-1998 | 1ª/14ª giornata              | 12-12-1998 |
| --------- | ---------------------------- | ---------- |
| 26-24     | Rovereto - Taufers           | 18-31      |
| 17-25     | Casalgrande - Bolzano        | 20-24      |
| 25-20     | Padova - Mezzocorona         | 28-30      |
| 14-19     | Imola - Rovigo               | 20-40      |
| 21-22     | San Vito - Città Sant'Angelo | 25-35      |
| 27-21     | Carpi - Ambra                | 21-29      |
| 21-32     | Ascoli - Merano              | 19-27      |

| 3-10-1998 | 4ª/17ª giornata           | 9-1-1999 |
| --------- | ------------------------- | -------- |
| 29-20     | Bolzano - Rovereto        | 27-27    |
| 26-30     | Mezzocorona - Taufers     | 24-23    |
| 23-29     | Imola - San Vito          | 24-25    |
| 29-22     | Città Sant'Angelo - Carpi | 25-22    |
| 29-22     | Merano - Padova           | 36-22    |
| 23-18     | Rovigo - Casalgrnade      | 30-14    |
| 26-23     | Ambra - Ascoli            | 24-26    |

| 24-10-1998 | 7ª/20ª giornata            | 30-1-1999 |
| ---------- | -------------------------- | --------- |
| 22-24      | Mezzocorona - Rovigo       | 23-26     |
| 31-23      | Bolzano - Ambra            | 27-32     |
| 22-25      | Rovereto - Merano          | 15-28     |
| 20-23      | Padova - Città Sant'Angelo | 25-33     |
| 20-19      | Ascoli - Carpi             | 23-32     |
| 23-22      | Casalgrande - Imola        | 26-25     |
| 23-20      | Taufers - San Vito         | 12-23     |

| 14-11-1998 | 10ª/23ª giornata             | 20-2-1999 |
| ---------- | ---------------------------- | --------- |
| 23-23      | Ambra - Rovigo               | 25-29     |
| 27-21      | Ascoli - Casalgrande         | 26-26     |
| 24-23      | Imola - Mezzocorona          | 21-24     |
| 23-26      | Carpi - Bolzano              | 25-25     |
| 27-25      | Città Sant'Angelo - Rovereto | 26-30     |
| 25-16      | Merano - Taufers             | 22-21     |
| 25-21      | San Vito - Padova            | 22-36     |

| 5-12-1998 | 13ª/26ª giornata          | 13-3-1999 |
| --------- | ------------------------- | --------- |
| 31-24     | Rovereto - Casalgrande    | 32-31     |
| 29-33     | Ambra - Città Sant'Angelo | 20-20     |
| 26-25     | Mezzocorona - Ascoli      | 25-32     |
| 27-18     | Taufers - Padova          | 28-28     |
| 29-13     | Merano - Imola            | 25-30     |
| 24-26     | Rovigo - Carpi            | 29-16     |
| 32-16     | Bolzano - San Vito        | 29-18     |

| 19-9-1998 | 2ª/15ª giornata           | 19-12-1998 |
| --------- | ------------------------- | ---------- |
| 26-23     | Città Sant'Angelo - Imola | 30-24      |
| 23-18     | Mezzocorona - Casalgrande | 23-35      |
| 29-22     | Taufers - Ascoli          | 26-26      |
| 31-31     | Bolzano - Padova          | 26-21      |
| 34-18     | Merano - Carpi            | 24-23      |
| 34-28     | Ambra - San Vito          | 23-26      |
| 25-23     | Rovigo - Rovereto         | 20-22      |

| 10-10-1998 | 5ª/18ª giornata             | 16-1-1999 |
| ---------- | --------------------------- | --------- |
| 22-27      | Mezzocorona - Bolzano       | 22-30     |
| 33-20      | Carpi - San Vito            | 27-22     |
| 30-29      | Rovereto - Ambra            | 26-27     |
| 34-24      | Taufers - Città Sant'Angelo | 23-33     |
| 16-28      | Casalgrande - Merano        | 20-35     |
| 18-28      | Ascoli - Rovigo             | 17-25     |
| 27-19      | Padova - Imola              | 24-30     |

| 31-10-1998 | 8ª/21ª giornata                 | 6-2-1999 |
| ---------- | ------------------------------- | -------- |
| 22-22      | Taufers - Rovigo                | 22-25    |
| 40-16      | Città Sant'Angelo - Mezzocorona | 31-27    |
| 19-24      | Merano - Bolzano                | 28-23    |
| 25-17      | Carpi - Rovereto                | 24-26    |
| 24-23      | Ambra - Padova                  | 27-27    |
| 24-17      | Imola - Ascoli                  | 29-29    |
| 22-23      | San Vito - Casalgrande          | 22-24    |

| 21-11-1998 | 11ª/24ª giornata           | 27-2-1999 |
| ---------- | -------------------------- | --------- |
| 19-15      | Padova - Casalgrande       | 34-29     |
| 15-22      | Ambra - Merano             | 17-29     |
| 29-31      | Rovigo - Città Sant'Angelo | 22-25     |
| 19-22      | Rovereto - Ascoli          | 31-28     |
| 24-12      | Mezzocorona - San Vito     | 31-24     |
| 26-14      | Bolzano - Imola            | 21-22     |
| 24-25      | Taufers - Carpi            | 26-30     |

| 26-9-1998 | 3ª/16ª giornata            | 6-1-1998 |
| --------- | -------------------------- | -------- |
| 24-18     | Rovereto - Mezzocorona     | 22-19    |
| 22-22     | Taufers - Bolzano          | 29-38    |
| 32-16     | Carpi - Imola              | 19-19    |
| 16-29     | San Vito - Merano          | 15-41    |
| 24-33     | Padova - Rovigo            | 17-29    |
| 24-31     | Casalgrande - Ambra        | 22-29    |
| 23-24     | Ascoli - Città Sant'Angelo | 21-29    |

| 17-10-1998 | 6ª/19ª giornata                 | 23-1-1999 |
| ---------- | ------------------------------- | --------- |
| 22-21      | Rovigo - Bolzano                | 26-24     |
| 46-18      | Merano - Mezzocorona            | 25-23     |
| 27-26      | Ambra - Taufers                 | 27-29     |
| 24-24      | Imola - Rovereto                | 24-28     |
| 37-31      | Città Sant'Angelo - Casalgrande | 30-23     |
| 27-22      | Carpi - Padova                  | 29-26     |
| 23-20      | San Vito - Ascoli               | 17-23     |

| 7-11-1998 | 9ª/22ª giornata             | 13-2-1999 |
| --------- | --------------------------- | --------- |
| 16-20     | Rovigo - Merano             | 14-17     |
| 24-22     | Padova - Ascoli             | 26-25     |
| 22-22     | Mezzocorona - Ambra         | 28-24     |
| 25-28     | Bolzano - Città Sant'Angelo | 27-30     |
| 25-20     | Rovereto - San Vito         | 34-21     |
| 21-29     | Casalgrande - Carpi         | 18-24     |
| 28-9      | Taufers - Imola             | 23-23     |

| 28-11-1998 | 12ª/25ª giornata           | 6-3-1999 |
| ---------- | -------------------------- | -------- |
| 28-23      | Padova - Rovereto          | 24-22    |
| 22-22      | Città Sant'Angelo - Merano | 23-26    |
| 28-30      | Casalgrande - Taufers      | 26-31    |
| 16-22      | Ascoli - Bolzano           | 28-29    |
| 21-20      | Imola - Ambra              | 32-27    |
| 20-30      | San Vito - Rovigo          | 22-32    |
| 24-24      | Carpi - Mezzocorona        | 17-20    |

### Classifica
|  | Pos. | Squadra           | Pt | G  | V  | N | S  | GF  | GS  | D    | Note                            |
|  | ---- | ----------------- | -- | -- | -- | - | -- | --- | --- | ---- | ------------------------------- |
|  | 1.   | Meran             | 49 | 26 | 24 | 1 | 1  | 738 | 500 | +238 | Promosso in Serie A1 1999-2000  |
|  | 2.   | Città Sant'Angelo | 44 | 26 | 21 | 2 | 3  | 732 | 633 | +99  |                                 |
|  | 3.   | Tassina Rovigo    | 38 | 26 | 18 | 2 | 6  | 644 | 538 | +106 |                                 |
|  | 4.   | Bozen             | 34 | 26 | 15 | 4 | 7  | 698 | 602 | +96  |                                 |
|  | 5.   | Carpi             | 29 | 26 | 13 | 3 | 10 | 640 | 603 | +37  |                                 |
|  | 6.   | Rovereto          | 28 | 26 | 13 | 2 | 11 | 644 | 642 | +2   |                                 |
|  | 7.   | Taufers           | 27 | 26 | 11 | 5 | 10 | 662 | 626 | +36  |                                 |
|  | 8.   | Cellini Padova    | 23 | 26 | 10 | 3 | 13 | 540 | 673 | -133 |                                 |
|  | 9.   | Ambra             | 22 | 26 | 9  | 4 | 13 | 648 | 672 | -24  |                                 |
|  | 10.  | Mezzocorona       | 18 | 26 | 8  | 2 | 16 | 592 | 677 | -85  |                                 |
|  | 11.  | Imola             | 16 | 26 | 6  | 4 | 16 | 556 | 660 | -104 | Retrocesso in Serie B 1999-2000 |
|  | 12.  | Ascoli            | 15 | 26 | 6  | 3 | 17 | 601 | 663 | -62  | Retrocesso in Serie B 1999-2000 |
|  | 13.  | Casalgrande       | 11 | 26 | 5  | 1 | 20 | 594 | 719 | -125 | Retrocesso in Serie B 1999-2000 |
|  | 14.  | San Vito          | 10 | 26 | 5  | 0 | 21 | 536 | 717 | -181 | Retrocesso in Serie B 1999-2000 |

## Girone B

### Squadre partecipanti
| Club             | Città                 | Palasport                    | Sponsor  | Stagione 1997-1998         |
| ---------------- | --------------------- | ---------------------------- | -------- | -------------------------- |
| Amatori Roma     | Roma                  | Palasport di Roma            |          | 1ª in Serie B - Girone C   |
| Chieti           | Chieti                | PalaTricalle                 |          | 2ª in Serie A2 - Girone B  |
| CUS Palermo      | Palermo               | Pala Cus                     |          | 4ª in Serie A2 - Girone B  |
| Olimpia La Salle | Torre del Greco (NA)  | Palasport di Torre del Greco |          | 2ª in Serie B - Girone C   |
| Marsala          | Marsala (TP)          | Pala Bellina                 | Vini     | 2ª in Serie B - Girone D   |
| Sassari          | Sassari               | Pala Santoru                 |          | 8ª in Serie A2 - Girone B  |
| ACLI Napoli      | Napoli                | Pala Argento                 |          | 9ª in Serie A2 - Girone B  |
| Benevento        | Benevento             | Pala Sannio                  |          | 5ª in Serie A2 - Girone B  |
| Mascalucia       | Mascalucia (CT)       | Palasport di Mascalucia      | Virlinzi | 1ª in Serie B - Girone D   |
| Mazara           | Mazara del Vallo (TP) | Pala Affacciata              |          | 13ª in Serie A1            |
| Rosolini         | Rosolini (SR)         | Palasport di Rosolini        |          | 7ª in Serie A2 - Girone B  |
| Junior Fasano    | Fasano (BR)           | Palestra Zizzi               |          | 3ª in Serie A2 - Girone B  |
| Gaeta            | Gaeta (LT)            | Arena Miramare               |          | 6ª in Serie A2 - Girone B  |
| VVFF Siracusa    | Siracusa              | Pala Lo Bello                |          | 10ª in Serie A2 - Girone B |

### Risultati
| 12-9-1998 | 1ª/14ª giornata        | 12-12-1998 |
| --------- | ---------------------- | ---------- |
| 36-18     | Chieti - Napoli        | 31-24      |
| 26-15     | Palermo - La Salle     | nd         |
| 21-18     | Mazara - Gaeta         | 19-23      |
| 29-23     | Fasano - Marsala       | 21-21      |
| 36-18     | Rosolini - Roma        | 28-26      |
| 26-28     | Benevento - Mascalucia | 27-29      |
| 18-23     | Sassari - Siracusa     | 30-32      |

| 3-10-1998 | 4ª/17ª giornata      | 9-1-1999 |
| --------- | -------------------- | -------- |
| 26-30     | La Salle - Chieti    | nd       |
| 16-16     | Gaeta - Napoli       | 25-25    |
| 24-21     | Fasano - Rosolini    | 22-22    |
| 32-25     | Roma - Benevento     | 28-25    |
| 28-24     | Siracusa - Mazara    | 18-26    |
| 20-20     | Marsala - Palermo    | 17-25    |
| 27-24     | Mascalucia - Sassari | 26-32    |

| 24-10-1998 | 7ª/20ª giornata       | 30-1-1999 |
| ---------- | --------------------- | --------- |
| 24-17      | Gaeta - Marsala       | 19-24     |
| 28-30      | La Salle - Mascalucia | nd        |
| 34-18      | Chieti - Siracusa     | 0-5       |
| 18-17      | Mazara - Roma         | 27-29     |
| 32-24      | Sassari - Benevento   | 21-32     |
| 25-24      | Palermo - Fasano      | 28-21     |
| 30-32      | Napoli - Rosolini     | 22-30     |

| 14-11-1998 | 10ª/23ª giornata     | 20-2-1999 |
| ---------- | -------------------- | --------- |
| 23-17      | Mascalucia - Marsala | 24-20     |
| 20-25      | Sassari - Palermo    | 25-31     |
| 23-19      | Fasano - Gaeta       | 27-23     |
| 20-20      | Roma - Chieti        | 29-51     |
| 22-21      | Siracusa - Napoli    | 35-33     |
| 24-24      | Rosolini - Mazara    | 22-26     |
| nd         | Benevento - La Salle | nd        |

| 5-12-1998 | 13ª/26ª giornata    | 13-3-1999 |
| --------- | ------------------- | --------- |
| 33-27     | Chieti - Palermo    | 24-28     |
| 27-23     | Mascalucia - Roma   | 22-26     |
| 28-21     | Gaeta - Sassari     | 27-20     |
| 28-28     | Napoli - Mazara     | 19-35     |
| 27-27     | Siracusa - Fasano   | 21-30     |
| 24-26     | Marsala - Benevento | 24-27     |
| nd        | La Salle - Rosolini | nd        |

| 19-9-1998 | 2ª/15ª giornata       | 19-12-1998 |
| --------- | --------------------- | ---------- |
| 17-18     | Roma - Fasano         | 18-31      |
| 16-22     | Gaeta - Palermo       | 20-24      |
| 31-32     | Napoli - Sassari      | 28-30      |
| 30-29     | La Salle - Mazara     | nd         |
| 27-25     | Siracusa - Benevento  | 20-40      |
| 20-25     | Mascalucia - Rosolini | 25-35      |
| 20-28     | Marsala - Chieti      | 21-29      |

| 10-10-1998 | 5ª/18ª giornata      | 16-1-1999 |
| ---------- | -------------------- | --------- |
| 26-26      | Benevento - Rosolini | 27-34     |
| 37-30      | Chieti - Mascalucia  | 30-32     |
| 28-22      | Napoli - Roma        | 23-26     |
| 31-16      | Palermo - Siracusa   | 22-19     |
| 30-26      | Sassari - Marsala    | 21-25     |
| 21-27      | Mazara - Fasano      | 23-32     |
| 26-26      | Gaeta - La Salle     | nd        |

| 31-10-1998 | 8ª/21ª giornata     | 6-2-1999 |
| ---------- | ------------------- | -------- |
| 19-14      | Marsala - Napoli    | 22-31    |
| 17-15      | Roma - Gaeta        | 23-29    |
| 29-28      | Benevento - Chieti  | 31-36    |
| 19-14      | Mascalucia - Mazara | 22-29    |
| 36-26      | Fasano - Sassari    | 23-21    |
| 28-27      | Rosolini - Palermo  | 24-28    |
| nd         | Siracusa - La Salle | nd       |

| 21-11-1998 | 11ª/24ª giornata      | 27-2-1999 |
| ---------- | --------------------- | --------- |
| 22-26      | Mazara - Palermo      | 21-30     |
| 27-22      | Mascalucia - Siracusa | 24-23     |
| 20-18      | Marsala - Roma        | 27-25     |
| 32-24      | Chieti - Sassari      | 36-30     |
| 21-20      | Gaeta - Rosolini      | 17-22     |
| 22-21      | Napoli - Benevento    | 22-26     |
| nd         | La Salle - Fasano     | nd        |

| 26-9-1998 | 3ª/16ª giornata      | 6-1-1998 |
| --------- | -------------------- | -------- |
| 29-24     | Chieti - Gaeta       | 21-21    |
| 25-23     | Napoli - La Salle    | nd       |
| 30-2      | Benevento - Fasano   | 27-30    |
| 33-27     | Rosolini - Siracusa  | 25-24    |
| 24-23     | Mazara - Marsala     | 18-21    |
| 25-19     | Palermo - Mascalucia | 30-30    |
| 26-28     | Sassari - Roma       | 24-24    |

| 17-10-1998 | 6ª/19ª giornata     | 23-1-1999 |
| ---------- | ------------------- | --------- |
| 26-16      | Marsala - La Salle  | nd        |
| 17-18      | Siracusa - Gaeta    | 24-29     |
| 19-18      | Mascalucia - Napoli | 28-31     |
| 27-24      | Fasano - Chieti     | 22-22     |
| 17-31      | Roma - Palermo      | 17-25     |
| 28-30      | Benevento - Mazara  | 26-27     |
| 32-21      | Rosolini - Sassari  | 30-29     |

| 7-11-1998 | 9ª/22ª giornata     | 13-2-1999 |
| --------- | ------------------- | --------- |
| 25-19     | Marsala - Siracusa  | 22-27     |
| 32-12     | Mazara - Sassari    | 28-29     |
| 19-18     | Gaeta - Mascalucia  | 17-22     |
| 30-28     | Chieti - Rosolini   | 23-25     |
| 32-28     | Palermo - Benevento | 28-33     |
| 16-17     | Napoli - Fasano     | 25-29     |
| nd        | La Salle - Roma     | nd        |

| 28-11-1998 | 12ª/25ª giornata    | 6-3-1999 |
| ---------- | ------------------- | -------- |
| 23-23      | Mazara - Chieti     | 23-31    |
| 24-18      | Roma - Siracusa     | 28-32    |
| 31-22      | Palermo - Napoli    | 28-21    |
| 24-20      | Benevento - Gaeta   | 26-33    |
| 32-26      | Fasano - Mascalucia | 23-19    |
| 26-23      | Rosolini - Marsala  | 21-24    |
| nd         | Sassari - La Salle  | nd       |

### Classifica
|  | Pos. | Squadra          | Pt | G  | V  | N | S  | GF  | GS  | D    | Note                                       |
|  | ---- | ---------------- | -- | -- | -- | - | -- | --- | --- | ---- | ------------------------------------------ |
|  | 1.   | Junior Fasano    | 40 | 24 | 18 | 4 | 2  | 623 | 536 | +87  | Promosso in Serie A1 1999-2000             |
|  | 2.   | CUS Palermo      | 38 | 24 | 18 | 2 | 4  | 639 | 537 | +102 |                                            |
|  | 3.   | Rosolini         | 33 | 24 | 15 | 3 | 6  | 649 | 584 | +65  |                                            |
|  | 4.   | Chieti           | 32 | 24 | 14 | 4 | 6  | 688 | 579 | +109 |                                            |
|  | 5.   | Mascalucia       | 25 | 24 | 12 | 1 | 11 | 586 | 605 | -19  |                                            |
|  | 6.   | Gaeta            | 23 | 24 | 10 | 3 | 11 | 522 | 522 | 0    |                                            |
|  | 7.   | Mazara           | 23 | 24 | 10 | 3 | 11 | 590 | 582 | +8   |                                            |
|  | 8.   | Benevento        | 19 | 24 | 9  | 1 | 14 | 659 | 660 | -1   |                                            |
|  | 9.   | VVFF Siracusa    | 19 | 24 | 9  | 1 | 14 | 544 | 616 | -72  |                                            |
|  | 10.  | Marsala          | 18 | 24 | 8  | 2 | 14 | 534 | 574 | -40  |                                            |
|  | 11.  | Amatori Roma     | 18 | 24 | 8  | 2 | 14 | 557 | 636 | -79  | Retrocesso in Serie B 1999-2000            |
|  | 12.  | Jchnusa Sassari  | 13 | 24 | 6  | 1 | 17 | 605 | 693 | -88  | Retrocesso in Serie B 1999-2000            |
|  | 13.  | ACLI Napoli      | 11 | 24 | 4  | 3 | 17 | 568 | 640 | -72  | Retrocesso in Serie B 1999-2000            |
|  | 14.  | Olimpia La Salle | 0  | 0  | 0  | 0 | 0  | 0   | 0   | 0    | Retrocesso in Serie B 1999-2000 (Ritirata) |